# Masters of Chant Chapter III
Masters of Chant Chapter III – czwarty album zespołu Gregorian, złożony z coverów różnych wykonawców.

## Lista utworów
1. "Join Me" (HIM) – 4:10
2. "Be" (Neil Diamond) – 5:20
3. "Blasphemous Rumours" (Depeche Mode) – 4:07
4. "Only You" (Yazoo) – 3:52
5. "Blue Monday" (New Order) – 3:24
6. "Sacrifice" (Elton John) – 4:27
7. "Ordinary World" (Duran Duran) – 5:46
8. "Fields of Gold" (Sting) – 3:31
9. "Before the Dawn" – 4:06
10. "I Won't Hold You Back" (Toto) – 4:56
11. "Wicked Game" (Chris Isaak) – 5:10
12. "Out of the Cold" – 3:52
13. "Join Me" (Schill Out Version) – 4:14

### Utwory zamieszczone na limitowanej edycji płyty
1. "Voyage Voyage"
2. "Comme Un Ouragan" (Stefania Grimaldi)
3. "Juste Quelques Hommes" (Jean-Jacques Goldman)